# Selección femenina de baloncesto de Cuba
La Selección femenina de baloncesto de Cuba es el equipo formando por jugadoras de nacionalidad cubana que representa a la Federación Cubana de Baloncesto en las competiciones internacionales organizadas por la Federación Internacional de Baloncesto (FIBA) o Comité Olímpico Internacional (COI): los Juegos Olímpicos, Campeonato Mundial de Baloncesto Femenino, Campeonato FIBA Américas Femenino, Centrobasket Femenino, Juegos Panamericanos, Campeonato CBC Femenino y Juegos Centroamericanos y del Caribe.

## Competiciones

### Juegos Olímpicos
| Año  | Récord | Posición | Competición                       | Sede                    |
| ---- | ------ | -------- | --------------------------------- | ----------------------- |
| 1980 | 1-4    | 5.ª      | II Torneo de Baloncesto Femenino  | Moscú, Rusia            |
| 1992 | 3-2    | 4.ª      | V Torneo de Baloncesto Femenino   | Barcelona, España       |
| 1996 | 3-5    | 6.ª      | VI Torneo de Baloncesto Femenino  | Atlanta, Estados Unidos |
| 2000 | 2-4    | 9.ª      | VII Torneo de Baloncesto Femenino | Sídney, Australia       |

| Participaciones | Medalla de oro | Medalla de plata | Medalla de bronce | Total |
| --------------- | -------------- | ---------------- | ----------------- | ----- |
| 4               | 0              | 0                | 0                 | 0     |

### Campeonato Mundial
| Año  | Récord | Posición          | Competición                                    | Sede              |
| ---- | ------ | ----------------- | ---------------------------------------------- | ----------------- |
| 1953 | 2-5    | 10.ª              | I Campeonato Mundial de Baloncesto Femenino    | Santiago, Chile   |
| 1957 | 0-7    | 12.ª              | II Campeonato Mundial de Baloncesto Femenino   | Brasil            |
| 1971 | 3-6    | 7.ª               | VI Campeonato Mundial de Baloncesto Femenino   | Brasil            |
| 1983 | 4-3    | 10.ª              | IX Campeonato Mundial de Baloncesto Femenino   | Brasil            |
| 1986 | 4-3    | 6.ª               | X Campeonato Mundial de Baloncesto Femenino    | Unión Soviética   |
| 1990 | 5-3    | Medalla de bronce | XI Campeonato Mundial de Baloncesto Femenino   | Malasia           |
| 1994 | 5-3    | 6.ª               | XII Campeonato Mundial de Baloncesto Femenino  | Sídney, Australia |
| 1998 | 5-4    | 7.ª               | XIII Campeonato Mundial de Baloncesto Femenino | Alemania          |
| 2002 | 3-5    | 9.ª               | XIV Campeonato Mundial de Baloncesto Femenino  | China             |
| 2006 | 3-5    | 11.ª              | XV Campeonato Mundial de Baloncesto Femenino   | Brasil            |
| 2014 | 1-3    | 12.ª              | XVII Campeonato Mundial de Baloncesto Femenino | Turquía           |

| Participaciones | Medalla de oro | Medalla de plata | Medalla de bronce | Total |
| --------------- | -------------- | ---------------- | ----------------- | ----- |
| 11              | 0              | 0                | 1                 | 1     |

### Campeonato FIBA Américas
| Año  | Récord | Posición          | Competición                            | Sede                             |
| ---- | ------ | ----------------- | -------------------------------------- | -------------------------------- |
| 1989 | 6-1    | Medalla de oro    | I Campeonato FIBA Américas Femenino    | São Paulo, Brasil                |
| 1993 | 2-4    | 4.ª               | II Campeonato FIBA Américas Femenino   | São Paulo, Brasil                |
| 1995 | 5-1    | Medalla de plata  | III Campeonato FIBA Américas Femenino  | Hamilton, Canadá                 |
| 1997 | 4-2    | Medalla de bronce | IV Campeonato FIBA Américas Femenino   | São Paulo, Brasil                |
| 1999 | 5-0    | Medalla de oro    | V Campeonato FIBA Américas Femenino    | La Habana, Cuba                  |
| 2001 | 4-1    | Medalla de plata  | VI Campeonato FIBA Américas Femenino   | São Paulo, Brasil                |
| 2003 | 4-1    | Medalla de plata  | VII Campeonato FIBA Américas Femenino  | Culiacán, México                 |
| 2005 | 5-0    | Medalla de oro    | VIII Campeonato FIBA Américas Femenino | Hato Mayor, República Dominicana |
| 2007 | 3-2    | Medalla de plata  | IIX Campeonato FIBA Américas Femenino  | Valdivia, Chile                  |
| 2009 | 2-3    | 4.ª               | IX Campeonato FIBA Américas Femenino   | Mato Grosso, Brasil              |
| 2011 | 3-3    | 4.ª               | X Campeonato FIBA Américas Femenino    | Neiva, Colombia                  |
| 2013 | 5-1    | Medalla de oro    | XI Campeonato FIBA Américas Femenino   | Xalapa-Enríquez, México          |
| 2015 | 4-2    | Medalla de plata  | XII Campeonato FIBA Américas Femenino  | Edmonton, Canadá                 |

| Participaciones | Medalla de oro | Medalla de plata | Medalla de bronce | Total |
| --------------- | -------------- | ---------------- | ----------------- | ----- |
| 12              | 4              | 5                | 1                 | 10    |

### Juegos Panamericanos
| Año  | Récord | Posición          | Competición                                                    | Sede                                |
| ---- | ------ | ----------------- | -------------------------------------------------------------- | ----------------------------------- |
| 1967 | 0-8    | 5.ª               | IV Torneo de Baloncesto Femenino de los Juegos Panamericanos   | Winnipeg, Canadá                    |
| 1971 | 4-2    | Medalla de bronce | V Torneo de Baloncesto Femenino de los Juegos Panamericanos    | Cali, Colombia                      |
| 1975 | 5-2    | Medalla de bronce | VI Torneo de Baloncesto Femenino de los Juegos Panamericanos   | Ciudad de México, México            |
| 1979 | 6-0    | Medalla de oro    | VII Torneo de Baloncesto Femenino de los Juegos Panamericanos  | San Juan, Puerto Rico               |
| 1983 | 4-1    | Medalla de plata  | VIII Torneo de Baloncesto Femenino de los Juegos Panamericanos | Caracas, Venezuela                  |
| 1987 | 3-3    | 4.ª               | IX Torneo de Baloncesto Femenino de los Juegos Panamericanos   | Indianápolis, Estados Unidos        |
| 1991 | 3-3    | Medalla de plata  | X Torneo de Baloncesto Femenino de los Juegos Panamericanos    | La Habana, Cuba                     |
| 1999 | 6-1    | Medalla de oro    | XI Torneo de Baloncesto Femenino de los Juegos Panamericanos   | Winnipeg, Canadá                    |
| 2003 | 6-1    | Medalla de oro    | XII Torneo de Baloncesto Femenino de los Juegos Panamericanos  | Santo Domingo, República Dominicana |
| 2007 | 3-2    | Medalla de bronce | XIII Torneo de Baloncesto Femenino de los Juegos Panamericanos | Río de Janeiro, Brasil              |
| 2015 | 3-2    | Medalla de bronce | XIV Torneo de Baloncesto Femenino de los Juegos Panamericanos  | Toronto, Canadá                     |

| Participaciones | Medalla de oro | Medalla de plata | Medalla de bronce | Total |
| --------------- | -------------- | ---------------- | ----------------- | ----- |
| 11              | 3              | 2                | 4                 | 9     |

## Escuadras

### Juegos Olímpicos de 1980
| - Andrea Borrell - Bárbara Becquer - Caridad Despaigne - Inocenta Corvea | - María de los Santos - María Moret - Matilde Charro - Nancy Atiez | - Santa Margarita Skeet - Sonia de la Paz - Vicenta Salmón - Virginia Pérez |

- Dirigente: -

### Campeonato Mundial de 1990
| - Ana Hernández - Beatriz Perdomo - Dalia Henry - Gestrudis Gómez | - Yudith Águila - Andrea Borrell - Liset Castillo - María León | - Odalys Cala - Olga Vigil - Regla Hernández - Yamilet Martínez |

- Dirigente: Tomas Martínez

### Juegos Olímpicos de 1992
| - Ana Hernández - Andrea Borrell - Biosotis Lagnó - Dalia Henry | - Grisel Herrera - Yudith Águila - Liset Castillo - María León | - Milayda Enríquez - Olga Vigil - Regla Hernández - Yamilé Martínez |

- Dirigente: Manuel Pérez

### Campeonato Mundial de 1994
| - Biosotys Lagnó - Dalia Henry - Yudith Águila - Andrea Borrell | - Licet Castillo - Lisdeivis Víctores - María León - Milayda Enríquez | - Olga Vigil - Regla Hernández - Tania Seino - Yamilé Martínez |

- Dirigente: Miguel del Río

### Juegos Olímpicos de 1996
| - Tania Seino - María León - Yamilé Martínez - Dalia Henry | - Milayda Enríquez - Lisdeivis Víctores - Olga Vigil - Grisel Herrera | - Biosotis Lagnó - Yudith Águila - Cariola Hechavarría - Gertrudis Gómez |

- Dirigente: Miguel del Río

### Campeonato Mundial de 1998
| - Dalia Henry - Grisel Herrera - Yudith Águila - Licet Castillo | - Lisdeivis Víctores - Milayda Enríquez - María León - Taimara Suero | - Tania Seino - Yamilé Martínez - Yadiletsy Ríos - Yuliseny Soria |

- Dirigente: Miguel del Río

### Juegos Olímpicos de 2000
| - Liset Castillo - Milayda Enríquez - Cariola Hechavarría - Dalia Henry | - Grisel Herrera - María León - Yamilé Martínez - Yaquelín Plutín | - Tania Seino - Yuliseny Soria - Taimara Suero - Lisdeivis Víctores |

- Dirigente: José Paz

### Campeonato Mundial de 2002
| - Cariola Echevarría - Yudith Águila - Liset Castillo - Zuleira Aties | - María León - Milayda Parrado - Milaisis Duanys - Taimara Suero | - Yaquelín Plutín - Yamilé Martínez - Yuliseny Soria - Lisdeivis Víctores |

- Dirigente: -

### Juegos Panamericanos de 2003
| - Yudith Águila - Suchitel Ávila - Yayma Boulet - Ariadna Capiró | - Liset Castillo - Milaisis Duanys - Oyanaisis Gelis - Yamilé Martínez | - Yaquelín Plutín - Yulianne Rodríguez - Taimara Suero - Lisdeivis Víctores |

- Dirigente: -

### Campeonato Mundial de 2006
| - Arlenis Romero - Taimara Suero - Yakelyn Plutin - Oyanaisis Gelis | - Leidys Oquendo - Yamara Amargo - Yayma Boulet - Yamilé Martínez | - Klavdia Calvo - Yolyseny Soria - Yulianne Rodríguez - Suchitel Ávila |

- Dirigente: -

### Juegos Panamericanos de 2007
| - Yamara Amargo - Suchitel Ávila - Yayma Boulet - Cariola Hechevarría | - Oyanaisis Gelis - Yamilé Martínez - Clenia Noblet - Leidys Oquendo | - Yakelín Plutín - Arlenys Romero - Yolyseny Soria - Taimara Suero |

- Dirigente: Alberto Zabala

### Torneo Preolímpico de 2008
| - Yamara Amargo - Suchitel Ávila - Yayma Boulet - Taimy Fernández | - Oyanaisis Gelis - Marlen Cepeda - Clenia Noblet - Leidys Oquendo | - Yakelín Plutín - Arlenys Romero - Yolyseny Soria - Ineidis Casanova |

- Dirigente: Alberto Zabala

### Campeonato Mundial de 2014
| - Francy Ochoa - Suchitel Ávila - Anisleidy Galindo - Taimy Fernández | - Oyanaisis Gelis - Marlen Cepeda - Clenia Noblet - Leidys Oquendo | - Arlety Povea - Arlenys Romero - Yamara Amargo - Ineidis Casanova |

- Dirigente: Alberto Zabala